# 長岡大雅
長岡 大雅（ながおか たいが、1988年12月16日 - ）は、九州朝日放送のアナウンサー。

## 人物、経歴
東京都国分寺市出身、福岡県糸島市在住。国分寺市立第十小学校を経て、桐朋中学校・高等学校から早稲田大学文学部に進学。大学時代は準硬式野球部に所属。テレビ朝日・フジテレビ・九州朝日放送の入社試験も受けた上で大学卒業して2011年に九州朝日放送（KBC）入社。
父はポール岡田（元ザ・カーナビーツ）。2023年3月5日には自身がKBC入社後初めてライブイベント『長岡家』で親子共演した。
先輩アナウンサーの逸見明正が報道記者に異動したことに伴い、2016年から「博多祇園山笠」追い山・櫛田神社境内におけるアナウンスを担当。　
無類の音楽好きで特にハードロックを好む。好きなバンドはHi-STANDARD、マキシマム ザ ホルモン、メタリカなど。学生時代は野球部と並行して「ALL THE RAGE」というバンドでボーカルを担当。
地元国分寺の小学校時代の友人やかつて出演していた『ドォーモ』の一部スタッフにはながさんと呼ばれている。
愛車はポルシェ・ボクスター。『ドォーモ』の企画で250万円で購入し現在も所有している。　
プロ野球・東北楽天ゴールデンイーグルスの福井優也（元広島東洋カープ）は大学・同学年であり交流している。
『SLAM DUNK』のファンであり、好きなキャラは桜木花道。
野球に関しては小学校時代に始め、桐朋高校では硬式野球部主将で3年夏の第88回全国高等学校野球選手権西東京大会で4回戦進出に貢献（優勝はのちに全国大会で夏初優勝した早稲田実業）。高校卒業後に進学した早稲田大学では準硬式野球部で副主将を務めていた。ポジションは内野手で打順はクリーンナップを打っていた。（主に4番サード）また高校時代に打球が当たり大怪我をして手術を受けた事もある。現在は草野球チーム「清川クーパーズ」に所属している。大の高校野球好きであり、阪神甲子園球場へ全国高校野球選手権大会を観に行ったり野球漫画『バトルスタディーズ』のファンを公言している。2021年の『甲子園への道』福岡ではその『バトルスタディーズ』とコラボタイアップしており原作者のなきぼくろ氏との対談が『シリタカ!』内で放送された。（完全版はKBCの公式YouTubeにて公開されている。）
最近はサウナ巡りも趣味としている。
2016年からはシーサイドももち海浜公園地行浜ビーチで毎年8月末に開催される野外音楽フェス「TRIANGLE」のMCを務めている。（2020年、2021年は新型コロナウイルス感染症の影響により開催中止。その代替として別イベントを開催した際もMCを担当。）
2022年8月1日、自身がメインMCを務める番組であるシリタカ!内や自身のSNSにて新型コロナウイルスに感染したことを公表。その為レギュラー番組であるシリタカ!やドォーモラジオ、8月放送の特番『水と緑の物語』を休演することとなった。（水と緑の物語に関しては先輩アナウンサーの宮本啓丞が代役を担当。）
2022年10月1日、youtubeチャンネル『1988』開設。
2022年11月15日付けで福岡市中央区清川から糸島市へ移住したことを自身のSNSで発表。
松岡修造を尊敬する人物として挙げており、シリタカ!で共演するなどして親交を深めていった。2021年に北九州市で開催された世界体操選手権からはテレビ朝日系列で中継し、なおかつ福岡で開催される世界大会（2023年には福岡市で世界水泳選手権（7月14日開幕）とバスケットボールワールドカップ（8月25日開幕。大阪、東京含む）が開催予定）のPR活動やKBCスポーツ応援大使として松岡本人からの公認という型で修造の名を拝借し『長岡修造』名義で活動する事もある。
2023年4月7日放送の『ドォーモラジオ』内でテレビ宮崎アナウンサーの武田華奈と結婚した事を発表した。（尚、自身がMCを務める『シリタカ!』では翌週の4月10日に発表した）2024年1月31日放送の『シリタカ！』で5ヶ月間番組MCを離れるとともに育児休暇を取得したことを発表した。2024年7月1日放送分より復帰。
2025年4月1日、総合編成局アナウンス部 副部長に昇格。

## 現在の出演番組
テレビ
- 福岡恋愛白書（2012年より毎年出演）
- 水と緑の物語（2019年~2023年 総合司会）
- 番宣監督 （2023年4月-）
- 新生堂薬局presents高校バスケットボールウインターカップ福岡県大会決勝戦（毎年11月3日。応援レポーターとして出演）
- 高校生のじかん（2022年5月13日-以前は隔週木曜深夜、隔週日曜日に、2023年4月8日からは毎週土曜日に放送。肩書は学級委員長として出演）
- ドゲンジャーズシリーズ（ナイスバディ、メトロポリス、シンは本人役で出演。ハイスクールからは一部回で、メトロポリスではアバンでのナレーション担当。また制作記者会見ではシャベリーマンと共にMCを担当する）

ラジオ
- ポジモン!（金曜 6:30 - 12:00）
- ドォーモ×ラジオ（金曜 24:00 - 25:00）
- 裏!高校生のじかん（月曜 24:00 - 25:00）

その他
- ドォーモラジオのポットキャスト（2022年6月 - ）毎週ドォーモ×ラジオ放送後、深夜1時頃に配信
- 1988チャンネル

その他テレビ、ラジオにおいてKBC制作の特別番組（主にスポーツや山笠関連）のMCを時折担当する場合がある。

## 過去の出演番組
テレビ
- ドォーモ（月曜 - 木曜 24:15 - 25:10、2018年3月29日まで。但し番組卒業後もホークス優勝特番時など不定期にスポット出演の場合あり。）
- 報道ステーション（テレビ朝日系列。月曜 - 金曜日放送。新型コロナウイルス感染拡大における緊急事態宣言が福岡県内に出された際に福岡市内からリポートを担当した）
- アサデス。KBC（水と緑の物語総合司会担当後PRキャンペーンを兼ねて出演。以前はニュースコーナーやスポーツコーナーを担当していた）
- 速報!甲子園への道（KBC製作分を担当）
- KBCニュース（不定期）
- Touch（2020年10月5日 - 2021年9月）
- シリタカ!（2018年4月2日 - 2024年12月20日）[2]

ラジオ
- 夜の穴〜ミッドナイト・ホール〜（金曜 24:05 - 24:30）
- 大雅deラジオドラマ（日曜 18:30 - 19:00）
- 缶詰酒場 長岡（木曜 19:00 - 22:00）
- アサデス。ラジオ（2021年8月12日小林徹夫の代打でMCを担当。その他水と緑の物語でPRキャンペーンの為出演歴がある）
- PAO〜N（水と緑の物語でのPRキャンペーンにて出演。また2021年10月は毎週金曜日に世界体操のPRコーナーを担当した）
- KBC朝日新聞ニュース（不定期）

## 映画
- クレヨンしんちゃん 襲来!!宇宙人シリリ（2017年） - 宇宙人 役（声の出演）[3]